# Johannes Bolte
Johannes Bolte, född 11 februari 1858, död 25 juli 1937, var en tysk litteraturvetare och fornminnesforskare.
Bolte, som var gymnasielärare i Berlin, utförde en grundlig registrering av sagor och sagomotiv. Den av Bolte tillsammans med Jiří Polívka utgivna Anmerkungen zu den Kinder- und Hausmärchen der Brüder Grimm (1913-1918) var länge en av de främsta handböckerna rörande folksagor.